# Стоймир
Стоймир (*Stojmir, д/н — бл. 820) — князь Карантанії (Хорутанії) бл. 810 — бл.820 роках.

## Життєпис
Про походження Стоймира замало відомостей. Був родичем Семіка або Прибіслава, за іншою версією — поставлено франкськими маркграфами або імператором франків. Відомо, що усе правління зберігав вірність свою сюзерену — імператору Людовику I Благочестивому.
Під час панування Стоймира посилилася германізація населення, особливо вищих шарів суспільства, знаті. Церковні посади переважно обіймали німці або баварці. Зростала кількість німецьких колоністів в карантанських містах. Все це викликало невдоволення більшості хорутан.
У 819 році з невідомих причин (можливо під тиском місцевої шляхти, селян) перейшов на бік Людевіта Посавського, князя Паннонської Хорватії, який повстав проти франків. Війська хорутан на чолі зі Стоймиром за підтримки хорватів зуміли завдати поразки в альпійських перевалах військам імператора франків. Завдяки цьому того ж року Стоймир оголосив про скасування залежності від Людовика I.
У 820 році стикнувся з новим вторгнення франків. Незважаючи на відчайдушний спротив, Стоймир зазнав поразки, напевне, загинув або був страчений. Франки не зуміли підкорити паннонських хорватів, проте відновили владу над Карантанією. Новим князем франками було поставлено Етгара.